# Municipio de Upper Hominy
El municipio de Upper Hominy (en inglés: Upper Hominy Township) es un municipio ubicado en el  condado de Buncombe en el estado estadounidense de Carolina del Norte. En el año 2010 tenía una población de 16.789 habitantes.

## Geografía
El municipio de Upper Hominy se encuentra ubicado en las coordenadas 35°31′36.39″N 82°43′1.47″O / 35.5267750, -82.7170750.